# SG Frankenhausen
SG Frankenhausen (celým názvem: Sportgemeinschaft Frankenhausen) byl východoněmecký klub ledního hokeje, který sídlil ve městě Crimmitschau v kraji Karl-Marx-Stadt. Založen byl původně v roce 1933 pod názvem TV Frankenhausen. V období nacistického režimu se stal trojnásobným saským mistrem. Po válce byl reorganizován pod názvem SG Frankenhausen. Zanikl v roce 1955 po převelení do Karl-Marx-Stadtu. Klubové barvy byly modrá a bílá.
Největším úspěchem klubu bylo dvojnásobné vítězství ve východoněmecké nejvyšší soutěži.

## Historické názvy
Zdroj: 
- 1933 – TV Frankenhausen (Turnverein Frankenhausen)
- 1945 – zánik
- 1946 – obnovena činnost pod názvem SG Frankenhausen (Sportgemeinschaft Frankenhausen)
- 1952 – BSG Wismut Erz Frankenhausen (Betriebssportgemeinschaft Wismut Erz Frankenhausen)
- 1955 – zánik

## Získané trofeje
- DDR-Eishockey-Oberliga ( 2× )
  - 1949, 1950

## Přehled ligové účasti
Zdroj: 
- 1949–1954: DDR-Eishockey-Oberliga (1. ligová úroveň ve Východním Německu)